# Kosam, Bhalki
Kosam là một làng thuộc tehsil Bhalki, huyện Bidar, bang Karnataka, Ấn Độ.